# Котяча змія
Котяча змія (Telescopus) — рід змій родини полозових (Colubridae). Описано 14 видів. Умовно отруйні змії (реальної небезпеки для людини, як правило, не становлять).

## Опис
Загальна довжина представників цього роду коливається від 80 до 180 см. Голова вкрита великими впорядкованими щитками, вона відмежована різким перехопленням від тулуба. Тулуб циліндричний, дещо сплощений. Очі середнього розміру з вертикальними зіницями. Луска гладенька, утворює 19-23 рядків навколо тулуба. Черевних щитків 174-280, підхвостових — 40-83 пар. Верхньощелепна кістка несе 10-112 зубів, які зменшуються у напрямку в глиб пащі. У задній частині кістки є декілька великих борознистих іклів, відокремлених від інших зубів беззубим простором. Передні зуби на нижньощелепній кістці довші, ніж задні. 
Забарвлення сіре, жовто-коричневе з темними плямами, які утворюють шаховий малюнок. 

## Поширення
Мешкають у Південній Європі, Південно-Західній Азії та Африці.

## Спосіб життя
Полюбляють гірські та і рівнинні місцини, пустелі та напівпустелі. Зустрічається на висоті до 2000 м над рівнем моря. Котячі змії - це наземні нічні змії. Харчуються ящірками, рідше дрібними птахами й ссавцями. Здобич вбивають за допомогою отрути. 
Це яйцекладні змії. Самиці відкладають 5-15 яєць. 

## Види
- Telescopus beetzi
- Telescopus dhara
- Telescopus fallax
- Telescopus gezirae
- Telescopus hoogstraali
- Telescopus nigriceps
- Telescopus pulcher
- Telescopus rhinopoma
- Telescopus semiannulatus
- Telescopus tessellatus
- Telescopus tripolitanus
- Telescopus variegatus